# Santa Maria d'Hostalets d'en Bas
Santa Maria d'Hostalets de la Vall d'en Bas és una església de la Vall d'en Bas (Garrotxa) protegida com a Bé Cultural d'Interès Local.

## Descripció
Església d'una nau, amb capelles laterals, amb volta de creueria i absis poligonal. A l'exterior, les façanes laterals estan tenen contraforts seguint un ritme regular fins a arribar a la cantonada amb la façana principal on els contraforts estan situats en diagonal creant un angle obtús a cada costat de la façana. La porta principal és allindada amb un frontó semicircular amb el timpà buit. A mitja alçada una motllura llisa migparteix la façana. A la part superior s'obren tres finestres d'arc de mig punt, la central més alta que les laterals, i un òcul. Una cornisa recorre la part superior i al centre una creu corona la façana.
Adossada a l'església es troba el campanar de planta quadrada i teulada piramidal. A la part superior quatre obertures d'arc de mig punt allotgen les campanes.